# Jan Librach
Jan Librach (ur. 29 lutego 1904, zm. 13 marca 1973 w Nowym Jorku) – polski dyplomata, sowietolog, działacz polonijny.

## Życiorys
Od 1926 pracował w polskiej służbie zagranicznej, w latach 1935–1939 był I sekretarzem ambasady RP w Paryżu. Od 1939 żołnierz Wojska Polskiego we Francji. Od czerwca 1940 w Prezydium Rady Ministrów. Był inicjatorem tzw. akcji kontynentalnej. W okresie 1941–1944 był kierownikiem Biura Centralnego Akcji Kontynentalnej w MSW. W latach 1944–1945 kierownik wydziału w MSZ w Londynie. W latach 1950–1954 był wiceministrem spraw zagranicznych Rząd RP na uchodźstwie. W latach 1969–1973 dyrektor wykonawczy Polskiego Instytutu Naukowego w Ameryce.
W 1934 otrzymał estoński Order Krzyża Orła III klasy.

## Wybrane publikacje
- Europe's forgotten area, London: Morven Press 1951.
- Little Europe, London: Morven Press 1953.
- Disengagement in Europe: Gomulka and the Rapacki plan, New York 1959.
- The Rise of the Soviet Empire A Study of Soviet Foreign Policy, New York 1965.